# Bernd und Hilla Becher

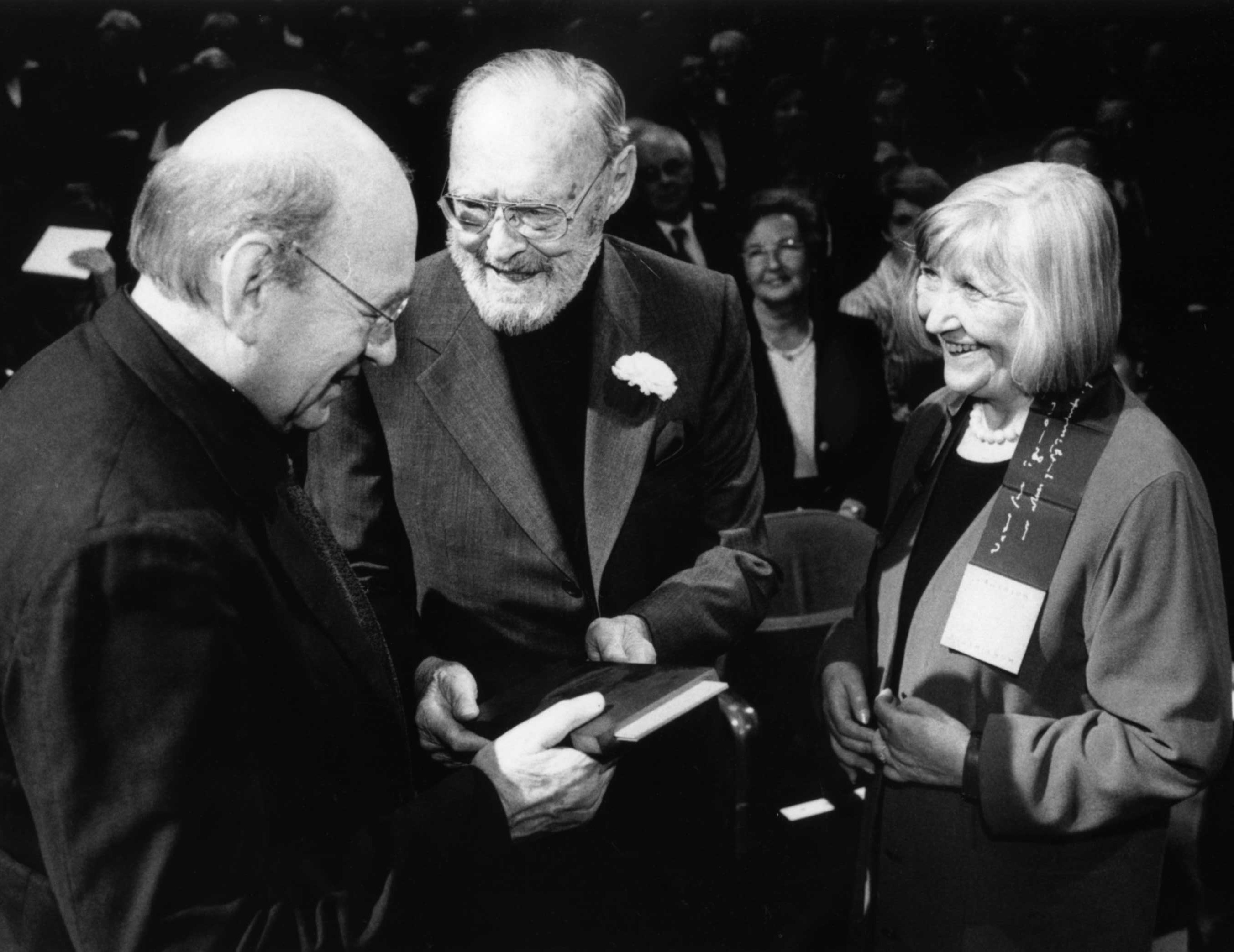
Bernd (links) und Hilla Becher (rechts) erhalten den Erasmuspreis von Prinz Bernhard der Niederlande (Mitte), 2002

Bernhard „Bernd“ Becher (* 20. August 1931 in Siegen; † 22. Juni 2007 in Rostock) und Hilla Becher, geborene Wobeser (* 2. September 1934 in Potsdam; † 10. Oktober 2015 in Düsseldorf), erwarben als Künstlerpaar mit ihren Schwarz-Weiß-Fotografien von Fachwerkhäusern und Industriebauten (wie Fördertürmen, Hochöfen, Kohlebunkern, Fabrikhallen, Gasometern, Getreidesilos und komplexen Industrielandschaften) internationales Renommee als Fotografen. Sie begründeten die bekannte Düsseldorfer Photoschule. Nach dem Tod von Bernd Becher führte Hilla Becher das fotokünstlerische Werk auch mit neuen Arbeiten fort.

## Werdegang
Bernd Becher stammte aus einer Siegener Handwerkerfamilie. Sein Vater besaß einen Dekorationsmalerbetrieb, in dem der Sohn ab 1947 bis 1950 eine Lehre absolvierte. Nach einem anschließenden Italienaufenthalt studierte er von 1953 bis 1956 an der Staatlichen Akademie der Bildenden Künste Stuttgart freie Grafik bei Karl Rössing. 1959 wechselte er an die Düsseldorfer Kunstakademie, an der er bis 1961 Typografie studierte. Bernd Becher hatte schon vor dem Studium damit begonnen, Industriedenkmäler zu zeichnen und zu malen. Parallel dazu sammelte er Kontaktabzüge von Industriebauten. Zur Dokumentation und als Vorlage für Zeichnungen und Gemälde fertigte er ab 1957 Fotografien an. Über Collagen aus Fotografien und Zeichnungen gelangte er später gemeinsam mit Hilla Becher zur rein fotografischen Dokumentation. Bernd Becher und Hilla Wobeser lernten sich 1957 in einer Düsseldorfer Werbeagentur kennen. Sie heirateten 1961. Der 1964 geborene deutsch-amerikanische Fotograf Max Becher ist ihr Sohn.

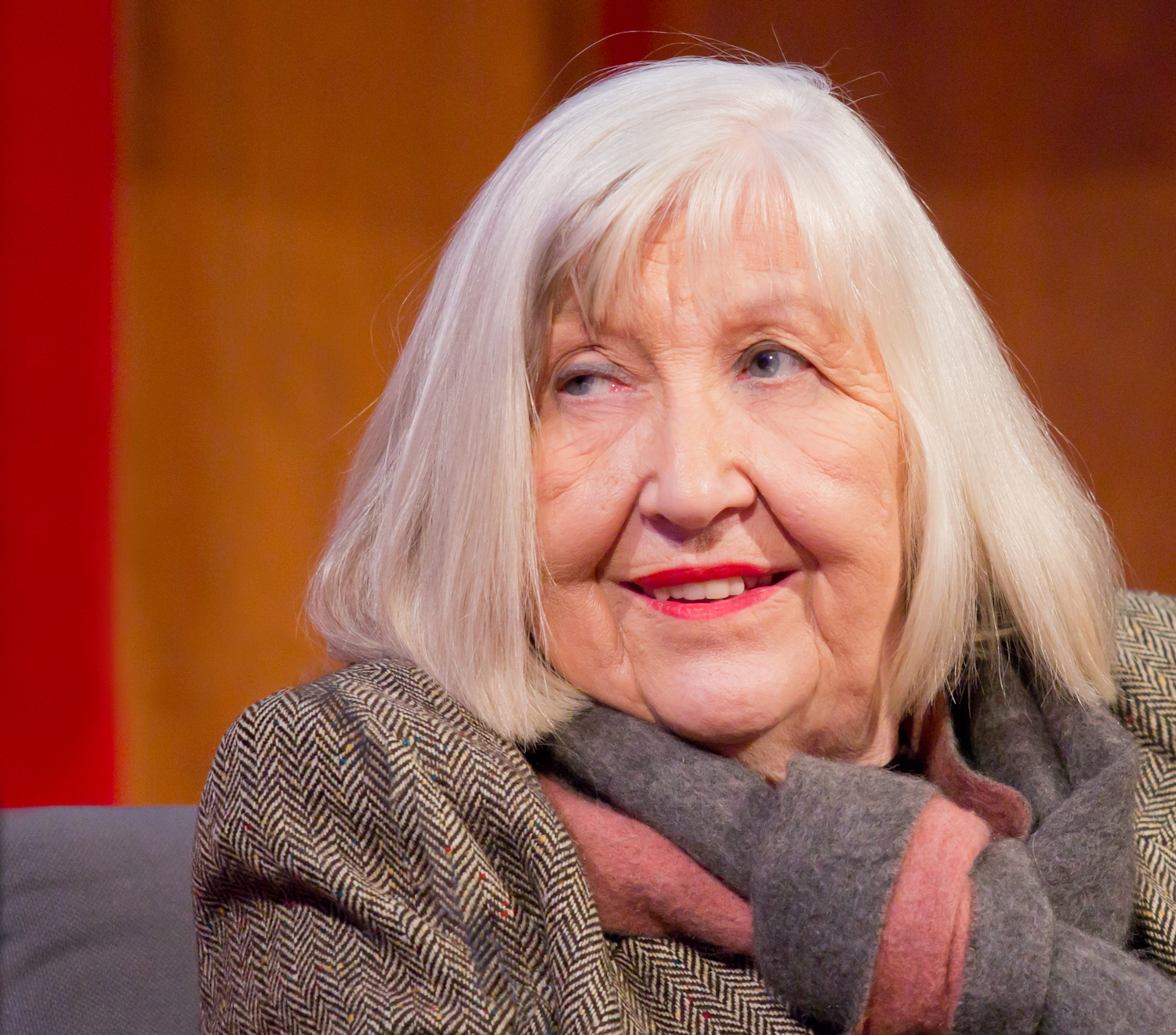
Hilla Becher im Dezember 2013

Hilla Becher stammte aus einer großbürgerlichen Familie aus Potsdam. Als Kind begann sie mit dem Fotografieren. Ihre Mutter, die selbst im Lette-Verein eine Fotografenausbildung erhalten hatte, unterstützte sie. Ab 1951 absolvierte Hilla Becher eine dreijährige Ausbildung im renommierten Fotoatelier von Walter Eichgrün (1887–1957). Eichgrün hatte den Betrieb von seinem Vater, dem Hoffotografen Ernst Eichgrün (1858–1925), übernommen. Das 1890 gegründete Atelier galt als Institution in Potsdam. Es erledigte nicht nur die üblichen Porträtaufträge, sondern war auch Anfang der 1950er Jahre mit der Dokumentation der historischen Schlossanlagen und des Potsdamer Stadtbilds beschäftigt. „Hilla Becher übernahm damals unter anderem die Assistenz bei Aufnahmen der Schlösser und Gärten von Sanssouci. Bei dieser frühen Arbeit gewann sie ein Gespür für die extensive photographische Erschließung von Architektur und Skulptur im betreffenden Landschaftsraum, was für ihre zukünftige Arbeit vorteilhaft war“. Als einflussreich für ihre Entwicklung nannte sie August Sander.
1954 wechselte sie nach Hamburg, wo sie für eine Luftbildfirma als Fotografin tätig war. 1957 fand sie eine Anstellung in der 1953 gegründeten Werbeagentur von Hubert Troost („Persil 59 – das beste Persil, das es je gab“) in Düsseldorf, wo sie nicht nur ihren späteren Mann, sondern auch ihren späteren Professor Walter Breker kennenlernte. 1958 bewarb sie sich mit einer Mappe mit fotografischen Arbeiten an der Kunstakademie Düsseldorf und wurde angenommen. Zusammen mit Bernd Becher besuchte sie die Gebrauchsgrafik-Kurse bei Walter Breker, der es ihr ermöglichte, die erste Fotowerkstatt in der Akademie einzurichten. Fortan bot die Akademie nicht nur Klassen für Maltechnik, Druckgraphik und Holz- oder Metallbearbeitung an, sondern die Studenten konnten sich auch mit dem Medium Fotografie vertraut machen.
Bernd Becher übernahm 1976 an der Kunstakademie Düsseldorf eine Professur für Fotografie. Das Ehepaar verstand sich gemeinsam als lehrend und kooperierte in der Ausbildung der Studenten eng. Sie bildeten viele fotografische Persönlichkeiten aus, die als „Becher-Schule“ inzwischen aus internationaler Sicht herausragende Vertreter der deutschen Fotografie sind. Dazu gehören u. a. Andreas Gursky, Thomas Struth, Candida Höfer, Thomas Ruff, Jörg Sasse, Axel Hütte, Elger Esser, Götz Diergarten, Petra Wunderlich und Tata Ronkholz.
Zentral für die Wahrnehmung des Werkes wurde die Teilnahme der Bechers an der documenta 5 1972. Sie stellten eine Serie mit Bildern von Industriebauten in Schwarz-Weiß aus, die prägend für ihre künftigen Fotos werden sollte.
Ileana Sonnabend entdeckte das Bechersche Werk für die USA und richtete in ihrer New Yorker Galerie 1973 eine erste Ausstellung ein. Im gleichen Jahr wurden Fotografien von Bernd und Hilla Becher in Paris vorgestellt. 1984 waren die Bechers bei der von Kasper König kuratierten Ausstellung „Von hier aus – Zwei Monate neue deutsche Kunst in Düsseldorf“ ausschließlich mit einem Katalogbeitrag vertreten. „Reine“ Fotografie war zu dieser Zeit in der deutschen zeitgenössischen Kunst eher selten anzutreffen, was sich jedoch wenige Jahre später mit der vermehrten Präsenz der „Becher-Schüler“ in Galerie- und Museumsausstellungen änderte.
Außer durch ihre fotografische Arbeit wurden Bernd und Hilla Becher auch für ihren Einsatz gegen den Abriss der Zeche Zollern II in Dortmund bekannt. Sie gaben damit einen Anstoß für ein anderes Verhältnis zu Industriebauten, als diese noch nicht als Denkmäler der Industriekultur verstanden wurden und die Erklärung von Schacht- und Hochofenanlagen zum Bestandteil des Weltkulturerbes kaum vorstellbar schien. Hierauf aufbauend dokumentierte der Becher-Schüler Martin Rosswog 1985/1987 Leben und Arbeiten der Bergleute auf Zollern II/IV.
Nachdem beide lange Jahre in der Einbrunger Mühle im Norden Düsseldorfs ihr Atelier hatten, verlagerten sie Anfang des 21. Jahrhunderts Wohnung und Atelier in eine zum Kunstarchiv Kaiserswerth umgebaute ehemalige Schule im Zentrum von Düsseldorf-Kaiserswerth. 2007 starb Bernd Becher im Alter von 75 Jahren bei einer schwierigen Operation in einem Rostocker Krankenhaus. Hilla Becher starb am 10. Oktober 2015 nach einem schweren Schlaganfall in einem Düsseldorfer Krankenhaus.

## Werk
Bernd und Hilla Becher nahmen ihre gemeinsame fotografische Praxis während des Studiums auf. Sie verfolgten das Ziel, Industriebauten zu dokumentieren, die typisch für ihren Entstehungszeitraum und vielfach vom Abriss bedroht waren. Ihnen ging es, mit Ausnahme ihrer Dokumentation von Siegerländer Fachwerkbauten, immer um industrielle Produktionsanlagen und solche Industriegebäude, die im Zusammenhang mit der Produktion von Gütern standen. Kennzeichnend für ihr Vorgehen sind häufig „Abwicklungen“, sechs, neun, zwölf oder mehr Fotografien desselben Objekts in festgelegten differierenden Winkeln. Dadurch entstanden „Typologien“ industrieller Bauten.

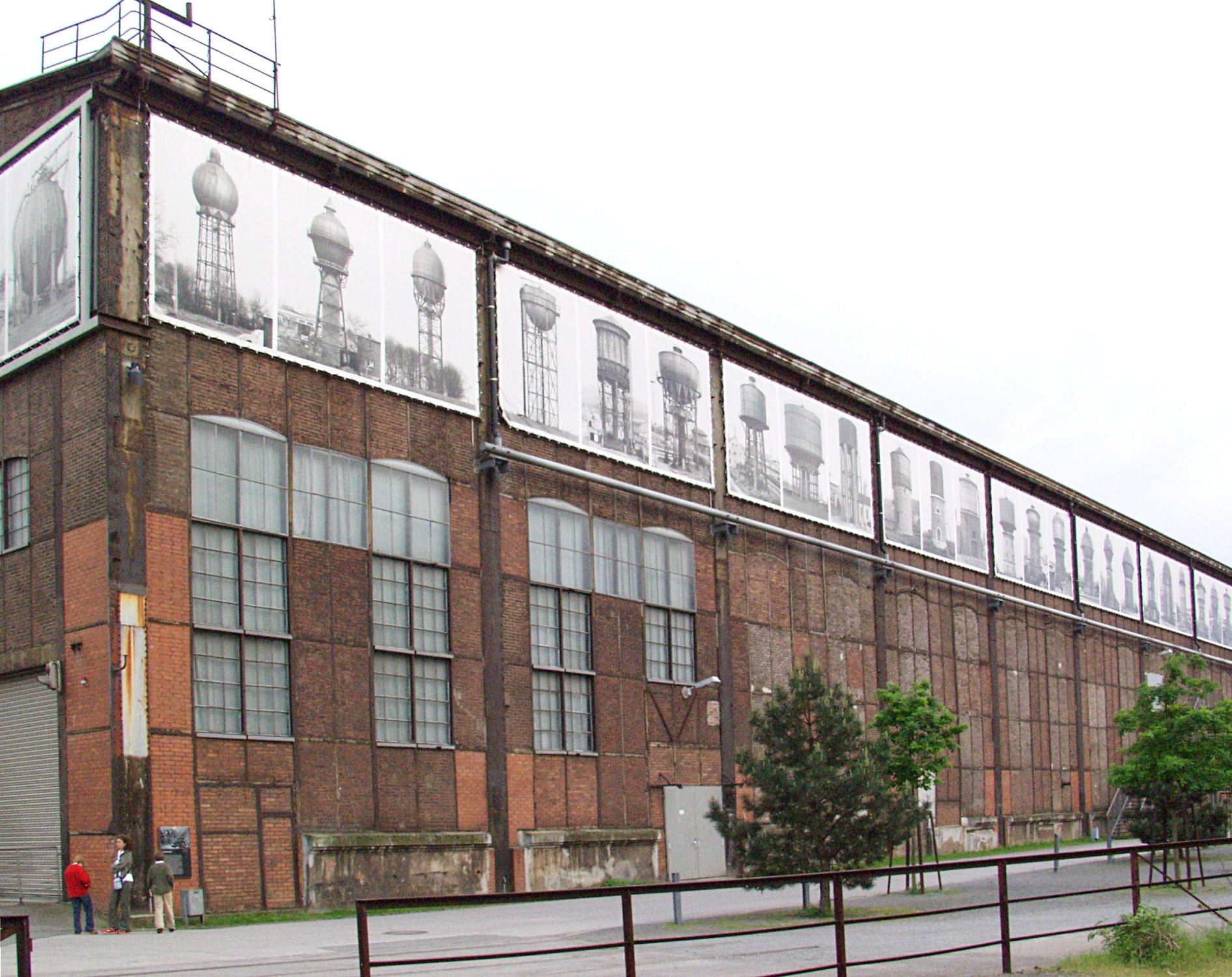
Dauerhafte Installation eines Bilderfrieses mit Wassertürmen an der Kraftzentrale im Landschaftspark Duisburg-Nord, im Mai 2004

Die Fotografien wurden betont sachlich konzipiert. In ihrer Aufnahmetechnik bevorzugten Bernd und Hilla Becher Zentralperspektiven, Verzerrungsfreiheit, Menschenleere und ein wolkenverhangenes weiches Sonnenlicht. Damit auch Einzelheiten präzise wiedergegeben werden, benutzten sie Großformatkameras mit dem Format 13 × 18 cm. Die Komposition der Bilder lässt die Oberflächenstrukturen und den Aufbau der grundsätzlich mittig platzierten Bauten stark hervortreten.
Bernd und Hilla Becher dokumentierten in ihrem Stil Fachwerkhäuser des Siegerlandes, Industrieanlagen im Ruhrgebiet, den Niederlanden, Belgien, Frankreich (insbesondere Lothringen), Großbritannien (vor allem Wales) und den USA, aber auch Wassertürme und Gasbehälter. Angesichts der Stahl- und Kohlekrisen der 1970er und 1980er Jahre fotografierten sie viele Bauwerke, die kurz darauf für immer verschwanden. So entstand mit ihrem Werk eine einmalige Sammlung von Industriebauten in ihrer Vielfalt, wie sie nur noch in wenigen Einzelbeispielen überliefert sind. Bernd und Hilla Becher prägten für die industrielle Architektur den Begriff der „nomadischen Architektur“, folgen die Errichtung und der Abriss dieser Gebäude doch den Interessen von Kapitalverwertung und Profitgewinnung (Zitat: „Nomadenvölker hinterlassen keine Ruinen.“). In diesem Sinne verstanden sich die Bechers auch als Archäologen der Industriearchitektur. Ihre Arbeit war Spurensuche und kulturelle Anthropologie zugleich.
Das fotografische Werk von Bernd und Hilla Becher ist ein Serienkonzept im Sinne der Neuen Sachlichkeit. Aus Sicht der bildenden Kunst wurde es bald der Konzeptkunst zugeordnet. Hieraus ergaben sich Anerkennung und Bekanntheit weit über die Fotografie hinaus. Durch gemeinsame Ausstellungen mit Künstlern der Konzeptkunst und des Minimalismus, zuerst in der Ausstellung Prospect in Düsseldorf, wurde das Werk künstlerisch anerkannt und bald international gewürdigt. Dies geschah zu einem Zeitpunkt, als besonders in Europa die Fotografie als künstlerisches Medium noch keine Anerkennung fand (im Unterschied zu den USA, z. B. bei Stephen Shore oder William Eggleston).

## Ausstellungen
Bernd und Hilla Becher nahmen an der Documenta 5 (1972), der Documenta 6 (1977), der Documenta 7 (1982) und der Documenta 11 (2002) in Kassel teil. Sie sind mit ihren Werken in den führenden europäischen wie amerikanischen Museen und in vielen privaten Sammlungen vertreten.
- 1963: Galerie Ruth Nohl, Siegen
- 1967: Staatliches Museum für Angewandte Kunst, München
- 1967: Kunstakademie Charlottenburg, Kopenhagen
- 1968: Städtisches Museum, Mönchengladbach
- 1968: University of Southern California, Los Angeles
- 1969: Kunsthalle Düsseldorf
- 1970: Moderna Museet, Stockholm
- 1970: Städtisches Museum, Ulm
- 1971: Kabinett für aktuelle Kunst, Bremerhaven
- 1974: Museum of Contemporary Art, La Jolla, Kalifornien
- 1974/1975: Arts Council, London (Wanderausstellung durch fünf engl. Museen)
- 1975: Museum of Modern Art, New York City
- 1977: XIV. Biennale von São Paulo, São Paulo
- 1984: Von hier aus – Zwei Monate neue deutsche Kunst in Düsseldorf, Messe Düsseldorf
- 1985: Musée d’art moderne de la Ville de Paris – ARC, Paris
- 1990: Biennale von Venedig
- 1990: DIA Art Foundation, New York City
- 1994: Westfälisches Landesmuseum, Münster
- 1999: SK Stiftung Kultur – Die Photographische Sammlung, Köln
- 2002: Sammlung Essl, Klosterneuburg
- 2004: Kunstsammlung Nordrhein-Westfalen K21, Düsseldorf (Wanderausstellung: Paris, Hamburg, München, Berlin)
- 2005: Hamburger Bahnhof – Museum für Gegenwart, Berlin
- 2006: SK Stiftung Kultur – Die Photographische Sammlung, Köln
- 2008: Museum of Modern Art, New York City
- 2010: Josef-Albers-Museum, Bottrop: Bergwerke und Hütten – Industrielandschaften.[9] anschließend 2011 Stadtmuseum München und 2011/2012 Fotomuseum Winterthur
- 2010: Solomon R. Guggenheim Museum, New York City
- 2010: Zeche Zollverein, Essen: Ruhrblicke
- 2012: Galerie Rudolfinum, Prag: Coal Mines. Stell Mills.
- 2017: Städelsches Kunstinstitut, Frankfurt am Main: Fotografien werden Bilder
- 2018: Quadrat Bottrop, Bottrop: Bernd und Hilla Becher. Bergwerke[10]
- 2022: The Metropolitan Museum of Art, New York: Bernd & Hilla Becher
- 2023: San Francisco Museum of Modern Art, San Francisco: Bernd & Hilla Becher

## Auszeichnungen
- 1980: Konrad-von-Soest-Preis des Landschaftsverbandes Westfalen-Lippe
- 1985: Kulturpreis der Deutschen Gesellschaft für Photographie
- 1990: Goldener Löwe der Biennale Venedig
- 1994: Goslarer Kaiserring
- 2001: Staatspreis des Landes Nordrhein-Westfalen
- 2002: Erasmuspreis, Praemium Erasmianum, Amsterdam
- 2004: Hasselblad Award, Göteborg, Schweden
- 2004: Preisträger Kultursalon Düsseldorf e. V.
- 2014: Großer Kulturpreis der Sparkassen-Kulturstiftung Rheinland[11]

## Bildbände
- Anonyme Skulpturen. Art-Press, Düsseldorf 1970, ISBN 3-921224-08-X.
- Fördertürme. Schirmer/Mosel, München 1985, ISBN 3-88814-173-7.
- Typologien. Schirmer/Mosel, München 1990, ISBN 3-88814-417-5.
- Pennsylvania Coal Mine Tipples. Schirmer/Mosel, München 1991, ISBN 3-88814-408-6.
- Gasbehälter. Schirmer/Mosel, München 1993, ISBN 3-88814-493-0.
- Grundformen. Mit Thierry de Duve (Hrsg.). Schirmer/Mosel, München 1993, ISBN 3-88814-704-2.
- Fabrikhallen. Schirmer/Mosel, München 1994, ISBN 3-88814-730-1.
- Wassertürme. Schirmer/Mosel, München 1998, ISBN 3-88814-255-5.
- Bergwerke. Architekturmuseum, Basel 1998, ISBN 3-905065-02-9.
- Fachwerkhäuser des Siegener Industriegebietes. Schirmer/Mosel, München 2000, ISBN 3-88814-005-6.
- Industrielandschaften. Schirmer/Mosel, München 2000, ISBN 3-8296-0003-8.
- Serien Bernd & Hilla Becher. Mit Anne Grigoteit. Schmidt, Mainz 2000, ISBN 3-87439-460-3.
- Hochöfen. Schirmer/Mosel, München 2002, ISBN 3-88814-352-7.
- Typologien industrieller Bauten. Von Bernd und Hilla Becher u. a. Schirmer/Mosel, München 2003, ISBN 3-8296-0092-5.
- Susanne Lange: Bernd und Hilla Becher – Leben und Werk. Schirmer/Mosel, München 2005, ISBN 3-8296-0175-1.
- Getreidesilos. Schirmer/Mosel, München 2006, ISBN 3-8296-0256-1.
- Zeche Concordia. Landesgalerie Linz/SK Stiftung Kultur, Linz/Köln 2007, ISBN 978-3-85474-166-4.
- Bergwerke und Hütten. Schirmer/Mosel, München 2010, ISBN 978-3-8296-0467-3.
- Zeche Hannover. Schirmer/Mosel, München 2010, ISBN 978-3-8296-0468-0.
- Steine und Kalköfen, Schirmer/Mosel, München 2013, ISBN 978-3-8296-0576-2

## Film
- Jean-Pierre Krief: Hilla und Bernd Becher / Thomas Struth. Film 2 in der Reihe Kontaktabzüge. Dokumentarfilmreihe, Frankreich, 2002, 30 Min. (Mit Kommentaren der Bechers und Struths aus dem Off zur Zielsetzung und Technik. Film nach einer Idee von William Klein).
- Marianne Kapfer: Man muss sich beeilen, alles verschwindet – Leben und Werk von Bernd und Hilla Becher. Dokumentarfilm, Deutschland/Frankreich/England, 2006, 60 Min. Regie und Produktion: Marianne Kapfer, Kamera: Dirk Heuer, Redaktion: Moritz Senarclens de Grancy.
- Marianne Kapfer: Die Fotografen Bernd und Hilla Becher. Dokumentarfilm, 2009, 90 Min.

## Bernd-und-Hilla-Becher-Preis
Seit 2020 lobt die Stadt Düsseldorf alle zwei Jahre den Bernd-und-Hilla-Becher-Preis für ein Lebenswerk mit 15.000 Euro und einen Förderpreis mit 5.000 Euro aus. Die ersten Preise erhielten Evelyn Richter und der Engländer Theo Simpson. Den Bernd-und-Hilla-Becher-Preis 2022 erhielt Carrie Mae Weems, den Förderpreis bekam die iranische Fotografin Hannah Darabi.